# Collybia
Collybia (no sentido estrito) é um gênero fúngico de cogumelos pertencentes à família Tricholomataceae, da ordem Agaricales. O gênero tem uma distribuição difundida, mas rara, em áreas setentrionais de clima temperado, e contém três espécies que crescem nos restos em decaimento de outros cogumelos.
Por muito tempo, um grande número de outras espécies de esporos brancos, algumas muito comuns, foram designadas para este gênero, mas agora a maioria foi separada em outros gêneros: Gymnopus, Rhodocollybia e Dendrocollybia.

## Collybiano sentido amplo
No lato sensu, Collybia é um dos grupos de fungos da ordem Agaricales responsável por criar diferenças de opiniões taxonômicas na comunidade científica. Collybia provém do latim e significa "pequena moeda". O nome genérico, por sua vez, é devido a Elias Magnus Fries e apareceu pela primeira vez em 1821. Originalmente era uma tribo classificada em Agaricus. Em 1857, Friedrich Staude reconheceu Collybia como um gênero e, posteriormente, em seu trabalho sistemático de 1838, Fries caracterizou Collybia como aquelas espécies com:
1. esporos brancos;
2. píleos de margem encurvada;
3. estipe central cartilaginoso; e
4. corpos frutíferos que se decompõem facilmente.

O último critério dividiu estes cogumelos daqueles pertencentes ao gênero Marasmius, que tinha a propriedade de poder reviver depois de ter secado (marcescent). Embora Fries considerasse isso uma característica importante, alguns autores posteriores como Charles Horton Peck (1897) e Calvin Henry Kauffman (1918) não concordaram com os critérios de Fries para a classificação. Gilliam, por sua vez, descartou em 1976 a marcescência como um característica para a identificação e diferenciação destes gêneros.
Nesse ponto, o gênero muito variado abrangia os gêneros modernos Oudemansiella (incluindo Xerula), Crinipellis, Flammulina, Calocybe, Lyophyllum, Tephrocybe, Strobilurus, e outros.
Em 1993, Antonín e Noordeloos publicaram a primeira parte de uma monografia dos gêneros Marasmius e Collybia depois de conduzir um levantamento desses gêneros na Europa. Em 1997, eles publicaram a segunda parte da monografia que incluía todas as espécies de Collybia. No mesmo ano, Antonín e colegas publicaram um conceito genérico dentro desses dois gêneros e organizaram a nomenclatura para fornecer uma nova combinação de gêneros: Gymnopus, Collybia, Dendrocollybia, Rhodocollybia e Marasmiellus.  A nomenclatura e reclassificação desde então tem sido apoiada por análises moleculares subsequentes. A maioria destes cogumelos pertence à família Marasmiaceae e apresenta baixos píleos convexos e brânquias brancas, com ligação adnada ao estipe. Esta forma geral deu origem ao termo "collybioide", que ainda está em uso para descrever este tipo de corpo frutífero.

## Collybiano sentido estrito

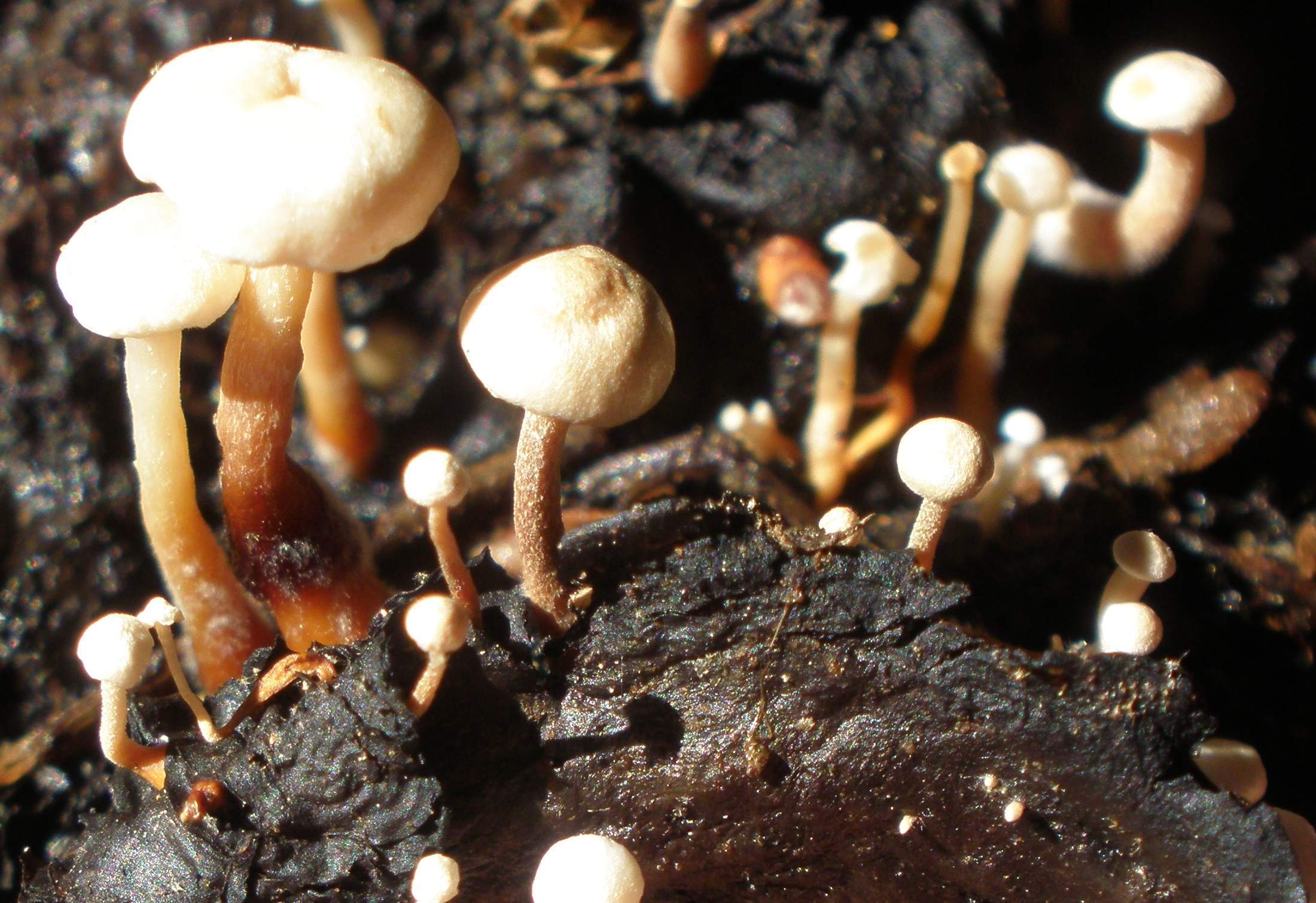
Collybia tuberosa crescem sobre os restos em decaimento de outros fungos ou vegetação.

A holótipo do gênero é C. tuberosa, um pequeno cogumelo parasita branco (com píleos de até 1,5 cm) que se desenvolve a partir de um esclerócio em forma de semente de maçã marrom avermelhada em fungos putrescentes ou que permanece no solo após o completo decaimento do tecido hospedeiro.
As três espécies restantes no gênero são pequenas (até 2 cm). Os píleos são esbranquiçados e muitas vezes radialmente enrugados. Todas as três espécies são sapróbias e crescem nos restos em decomposição de outros cogumelos. Durante a divisão, o gênero que atualmente é muito reduzido foi transferido de Marasmiaceae para Tricholomataceae.